# Badewitz (Zerbst)
Badewitz ist ein Ortsteil der Ortschaft Straguth der Stadt Zerbst/Anhalt im Landkreis Anhalt-Bitterfeld in Sachsen-Anhalt, (Deutschland).

## Geografie
Das Dorf Badewitz liegt etwa acht Kilometer nordöstlich von Zerbst. Weniger als einen Kilometer südöstlich von Badewitz befindet sich Straguth. Südlich verläuft die Grimmer Nuthe, zu der aus der Ortslage der Graben Badewitz führt.
Durch die Ortslage führt die Kreisstraße K1251 von Straguth in Richtung Deetz, die im Ort als Deetzer Straße benannt ist. Die Ortsbebauung konzentriert sich im Wesentlichen beidseits dieser Straße.
Badewitz hat 76 Einwohner (Stand 2024).

## Geschichte
Eine erste urkundliche Erwähnung liegt aus dem Jahr 1393 als Bodewytz vor. Aufgrund zu geringer Schülerzahlen wurden die Kinder des Orts ab 1872 zunächst provisorisch, ab dem 1. April 1879 dann dauerhaft in Straguth unterrichtet. In dieser Zeit kam es durch einen Blitzschlag zu einem Brand in der Scheune und im Stall des Kossaten Ritter. Der Brand konnte jedoch gelöscht werden, bevor er auf andere Gebäude übergriff. Dem Ortsvorstand des Dorfes gehörten 1880 neben dem Ortsschulzen Andreas Krüger auch die Schöppen Martin Lubusch und Gottfried Krug an. 1880 wurde die heutige Dorfkirche Badewitz an der Stelle eines Vorgängerbaus errichtet.
Zum 1. Juli 1950 wurde die bis dahin selbständige Gemeinde in das benachbarte Straguth eingemeindet. Gemeinsam mit Straguth wurde Badewitz zum 1. Januar 2010 Teil der Stadt Zerbst.

## Bauwerke
Neben der Dorfkirche Badewitz sind auch die Zollmühle und der Gutshof Badewitz als Baudenkmäler im Denkmalverzeichnis des Landes Sachsen-Anhalt eingetragen.
Im Ortszentrum befindet sich das Kriegerdenkmal Badewitz.